# فرودگاه بین‌المللی مالابو
فرودگاه بین‌المللی مالابو (به انگلیسی: Malabo International Airport) یک فرودگاه نظامی و همگانی با کد یاتا SSG است که یک باند فرود بتن دارد و طول باند آن ۲۹۴۰ متر است. این فرودگاه در شهر مالابو کشور  گینه استوایی قرار دارد و در ارتفاع ۲۳ متری از سطح دریا واقع شده است.

## شرکت‌های هواپیمایی و مقصدهای پروازی

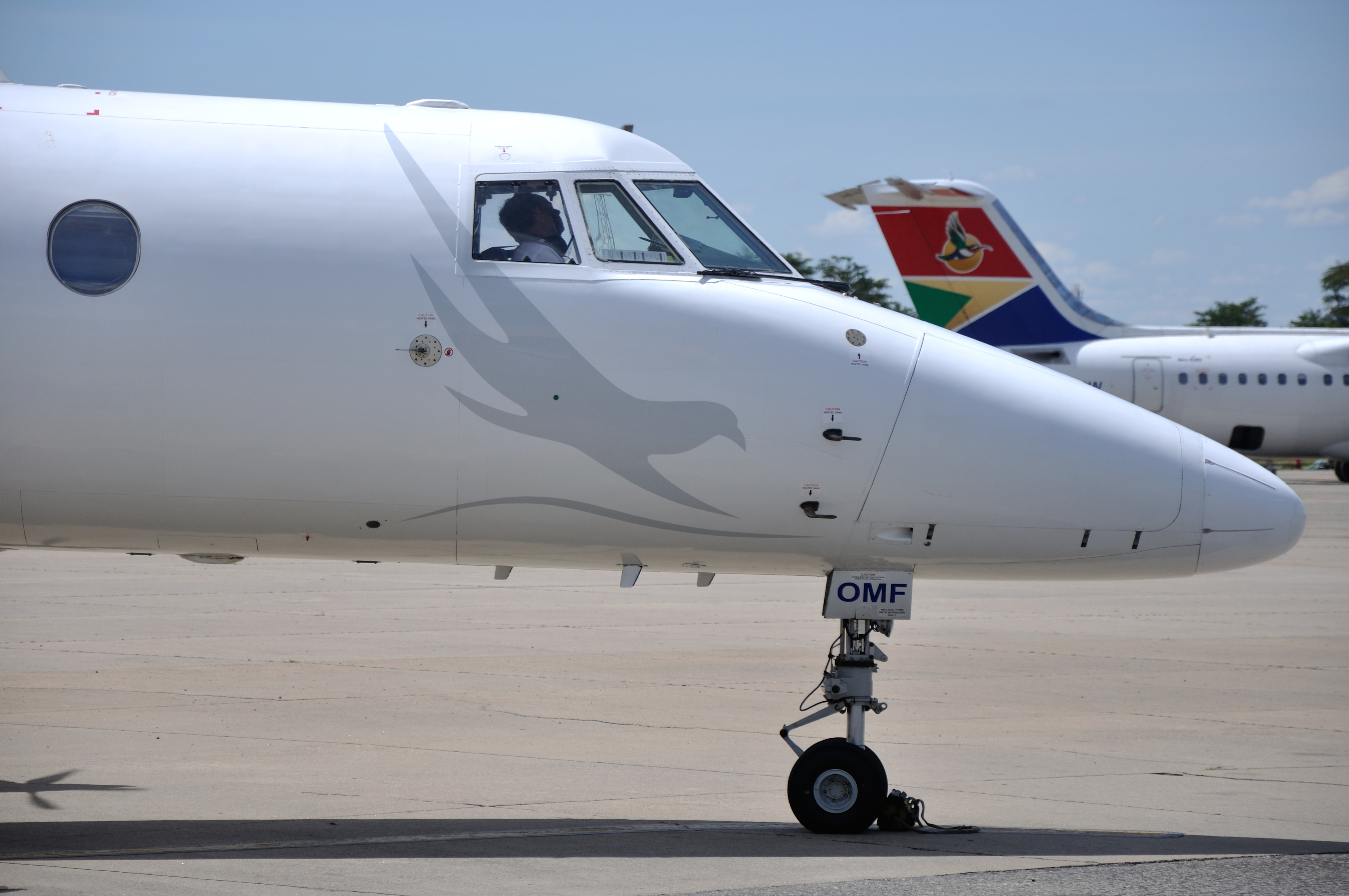
Malabo International Airport, April 2013

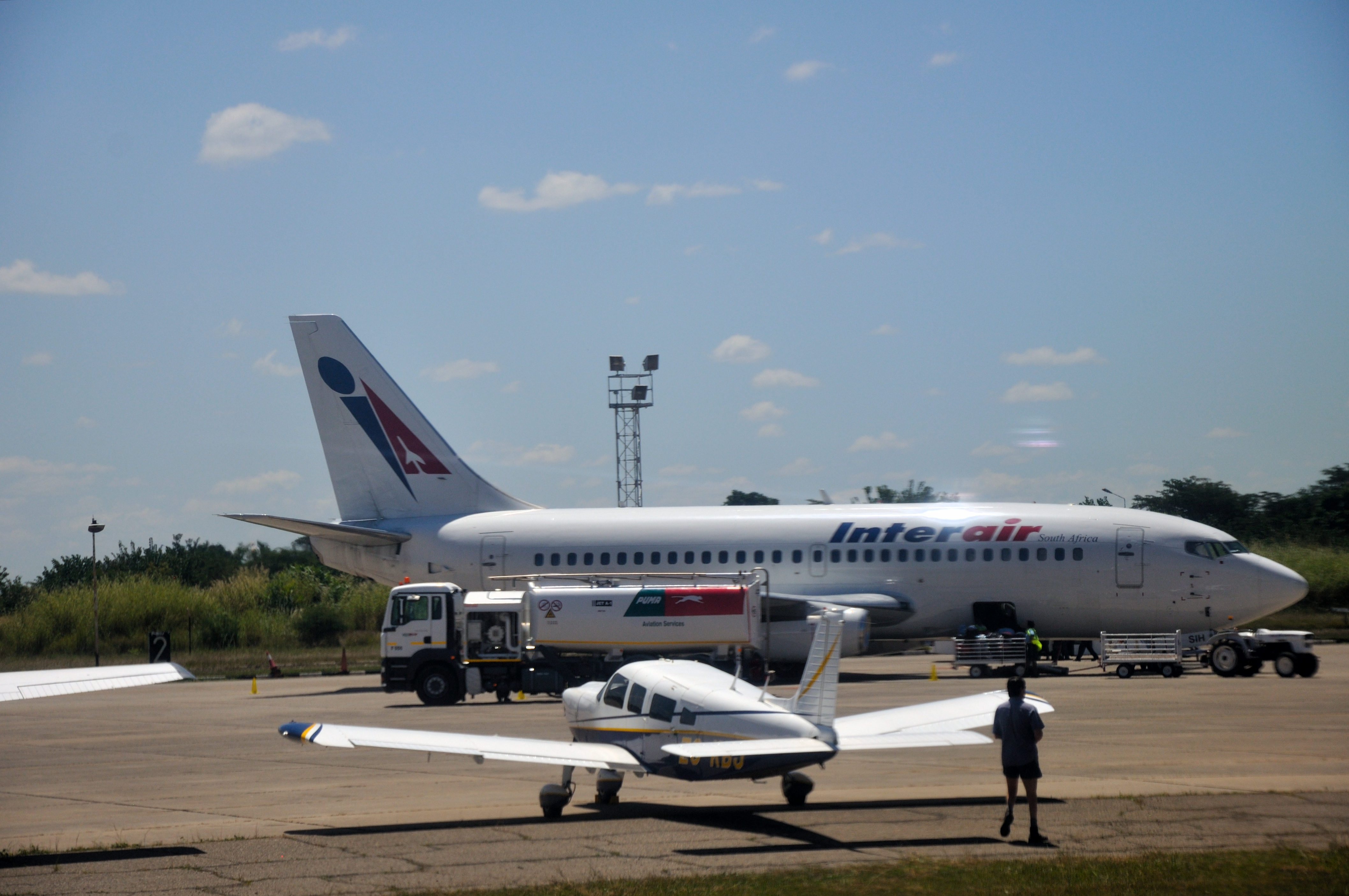
اینترایر آفریقای جنوبی South Africa Boeing 737-200, April 2013

### مسافری
| شرکت‌های هواپیمایی                            | مقصدهای پروازی                                                                                                  |
| -------------------------------------------- | --- |
| ایر فرانس                                    | دوالا، شارل دوگل پاریس                                                                                          |
| کام‌ایر-کو                                    | دوالا |
| CEIBA Intercontinental                       | پورت بوئت، کوتوکا، Annobón، باتا، مایا-مایا، کژیون، لئوپولد سدار سنگور، دوالا، لیبرویله، لومه-توکین، پوانت نوار |
| CEIBA Intercontinental اجرا توسط وایت ایرویز | مادرید-باراخاس                                                                                                  |
| Cronos Airlines                              | باتا، کژیون، دوالا، پورت هارکورت                                                                                |
| هواپیمایی اتیوپی                             | بوول، دوالا |
| ایبریا ایرلاین                               | مادرید-باراخاس                                                                                                  |
| لوفت‌هانزا                                    | فرانکفورت |
| هواپیمایی پادشاهی مراکش                      | محمد پنجم |

### باری
| شرکت‌های هواپیمایی | مقصدهای پروازی |
| ----------------- | -------------- |
| دی‌اچ‌ال اوییشن     | مرتلا محمد     |
| Sky Gabon         | لیبرویله       |